# Ophiocten squamosum
Ophiocten squamosum är en ormstjärneart som beskrevs av A.H. Clark 1917. Ophiocten squamosum ingår i släktet Ophiocten och familjen fransormstjärnor. Inga underarter finns listade i Catalogue of Life.